# Zvijerci (Bjelovar)
Ovo je glavno značenje pojma Zvijerci (Bjelovar).. Za naselje u sastavu grada Bjelovara pogledajte Zvijerci.
Zvijerci su četvrt, istog imena kao naselje Zvijerci koja se nalazi na sjeveru grada Bjelovara.
Unutar četvrti se nalaze nogometno igralište NK Zvijerci i mjesni dom Zvijerci u Grmovima te je u planu izgradnja nove župne crkve Blažene Djevice Marije Gospe Lurdske na prostoru nekadašnje barake ”plavaca”.

## Povijest
Tijekom srednjeg vijeka je na prostoru Grmova u Zvijercima uz potok Jelinac stajala utvrda Ilinac (Ilynch) koja je bila u vlasništvu plemenske obitelji Ilink ili Ilanch.
Utvrda je uništena tijekom prolaza Sulejmanove vojske Hrvatskom 1532. godine u isto vrijeme kao i drugi plemićki posjedi u području.
Veći dio Zvijeraca većinu svoje povijesti provodi kao neizgrađene ili kultivirane oranice. Te su sa naseljem Zvijerci zajedno pripadali pod naselje Gornje Plavnice pod imenom Zvirci.
Godine 1890. Zvijerci se prvi put iskazuju kao naselje, no prostor današnje četvrti ostaje neizgrađen. Većina izgradnje odvila se u dolini potoka Jelinac i uz šumu Velika Rajzbuška (tada zvana Rajzbojička).
Tijekom 1960-ih zbog širenja grada Bjelovara na sjever dolazi do znatne izgradnje na području Zvijeraca, Trojstvenih Markovaca i Ivanovčana. Odlukom grada prostor četvrti Zvijerci odvaja se od naselja Zvijerci i pripaja se gradu Bjelovaru kao gradska četvrt.
Dana 29. rujna 1991. godine tijekom bitke za Bjelovarsku vojarnu vojni objekt "Plavci" koji je bio pod kontrolom JNA se nakon cijelodnevne borbe i eksplozije u šumi Bedenik predaje.